# Depozitarea ilegală a deșeurilor

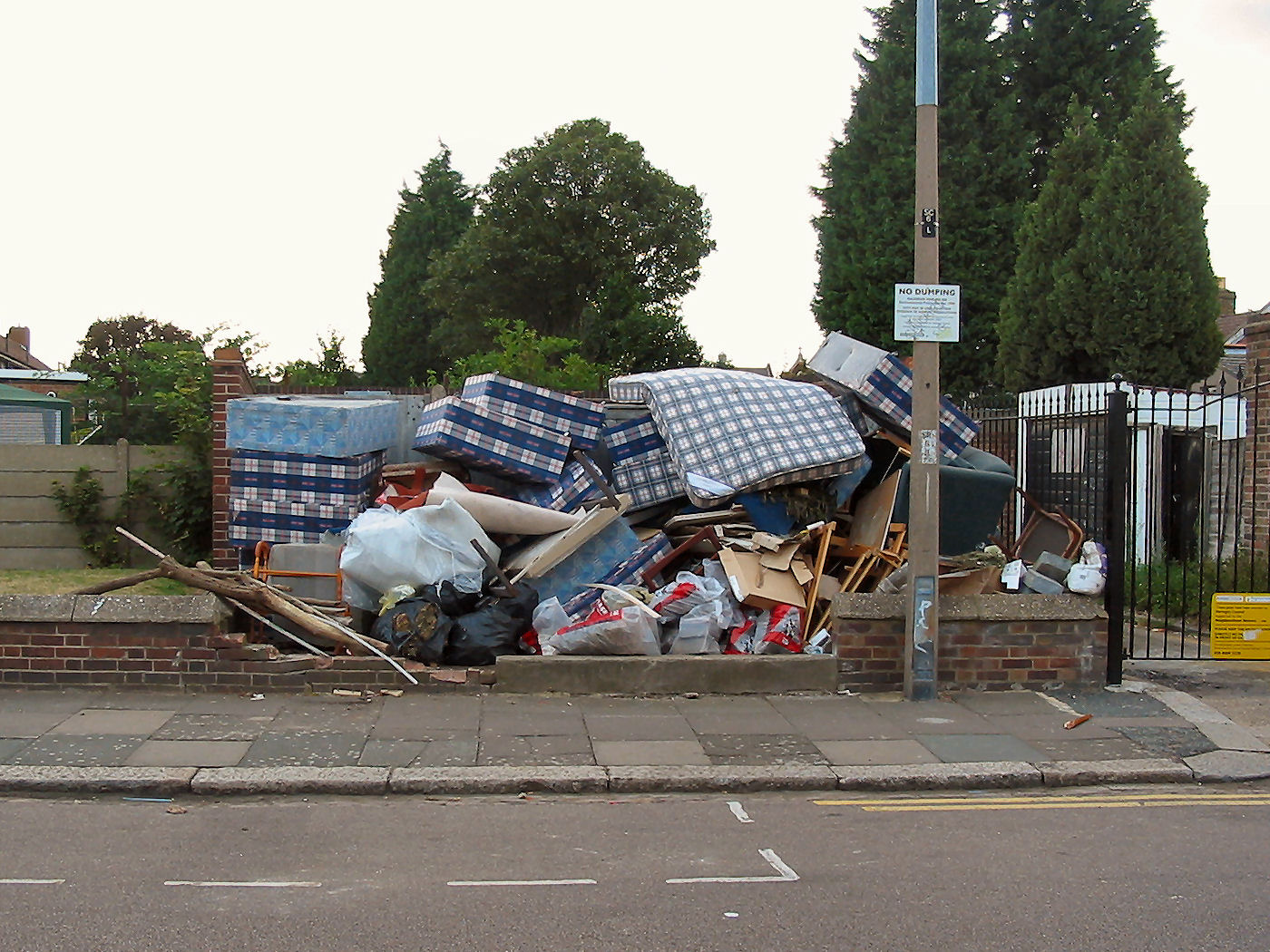
Depozitarea ilegală a deșeurilor pe Scales Road, Londra, Anglia

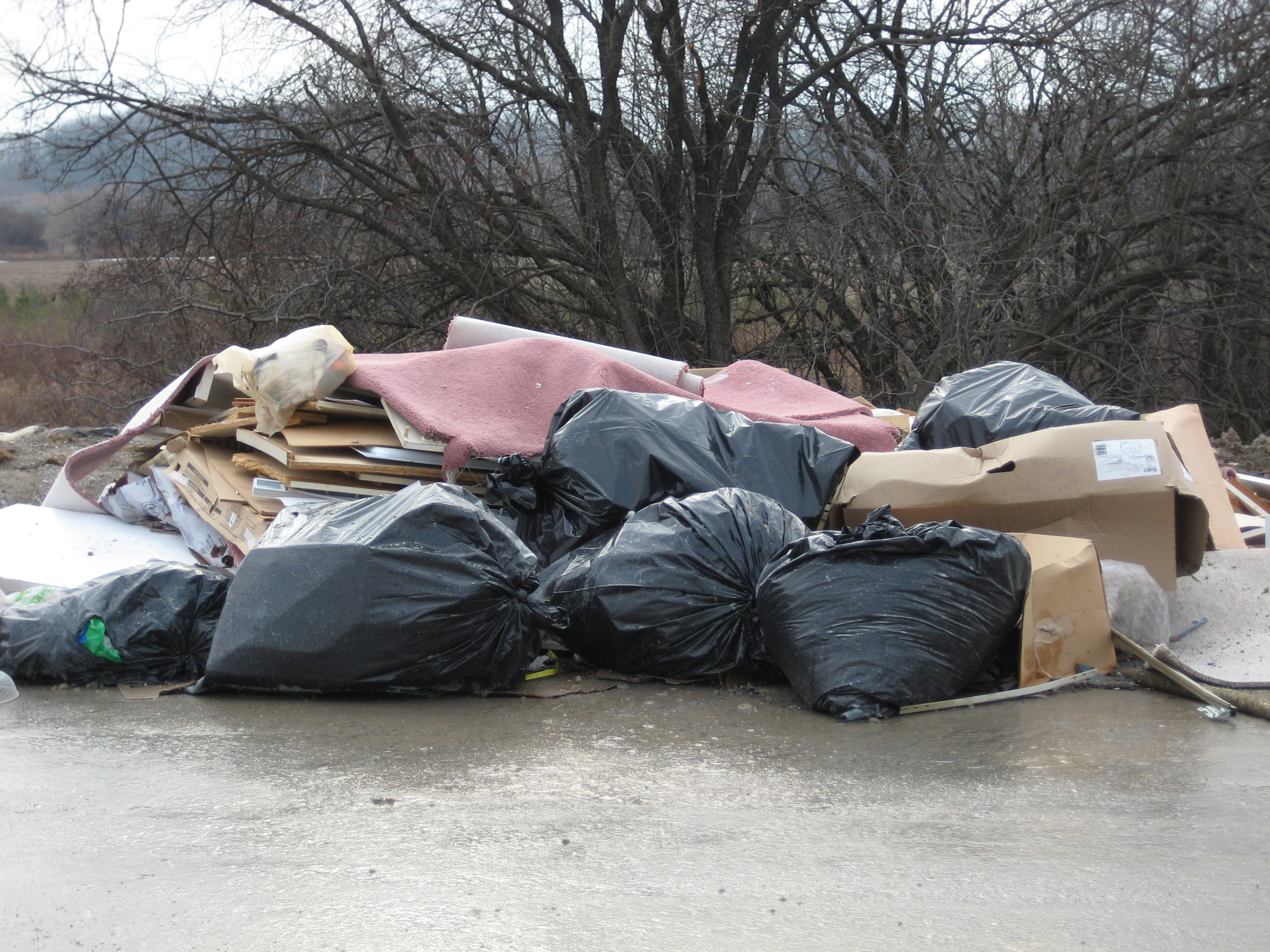
Depozitarea ilegală a deșeurilor într-o zonă rezidențială, la nord de Toronto, Ontario, Canada

Depozitarea ilegală a deșeurilor se referă la aruncarea deșeurilor în mod ilegal, în loc să fie utilizate metode autorizate, precum colectarea de la marginea trotuarului sau transportarea la un depozit autorizat. Aceasta implică depunerea neautorizată a oricărui tip de deșeuri pe terenuri, inclusiv pe terenuri care nu au licență pentru a accepta astfel de materiale.

## Diferențiere
Depozitarea ilegală este, de obicei, diferită de aruncarea gunoiului prin tipul și cantitatea de material și/sau modul în care acesta este aruncat. Un exemplu de aruncare a gunoiului ar putea fi aruncarea unei țigări pe jos. Cu toate acestea, golirea unui coș de gunoi fără permisiune într-o zonă publică sau privată poate fi clasificată drept depozitare ilegală.

## Tipuri de materiale depozitate

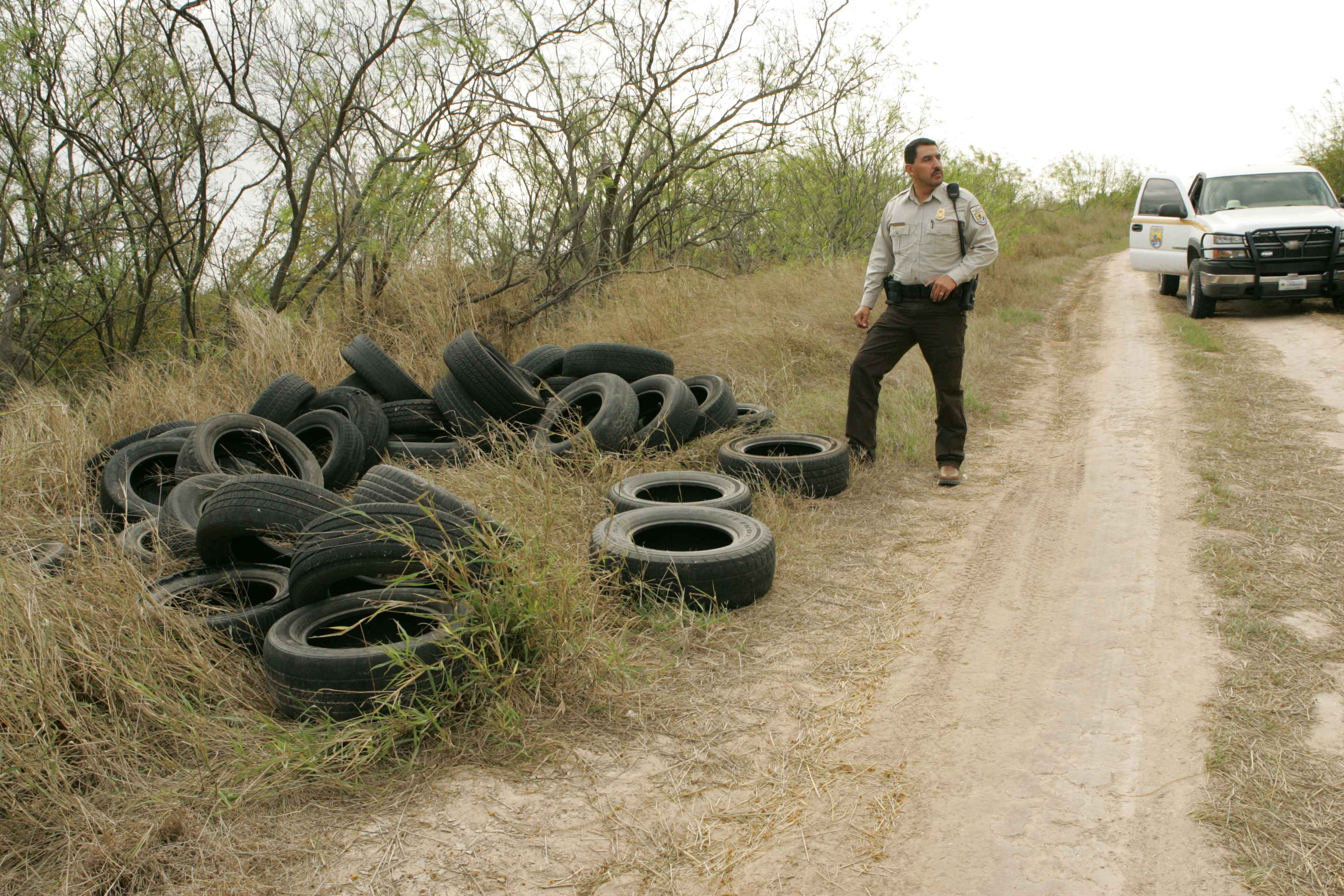
Anvelope aruncate ilegal pe marginea drumului.

Depozitarea ilegală a deșeurilor implică eliminarea neautorizată a unei varietăți de deșeuri. Materialele frecvent depozitate ilegal includ:
- materiale de construcție de la șantiere, precum gips carton, șindrilă pentru acoperișuri, cherestea, cărămizi, beton și plăci;
- piese de automobile, electrocasnice, deșeuri casnice, mobilier, resturi vegetale din curți și deșeuri medicale.[1]

## Cauzele depozitării ilegale
Motivele pentru care oamenii recurg la depozitarea ilegală variază, dar cercetările indică faptul că lipsa opțiunilor legale de eliminare a deșeurilor este un factor principal. O insuficiență a acestor opțiuni crește cererea pentru servicii de eliminare a deșeurilor, ceea ce duce la creșterea prețurilor. De asemenea, studii au arătat că tarifarea pe unitate – perceperea unui tarif fix pe sacul de gunoi eliminat – contribuie la acest fenomen. Deși intenția acestui sistem este de a încuraja reciclarea și compostarea, multe persoane preferă să arunce deșeurile în locuri neautorizate pentru a economisi bani. În plus, aplicarea slabă a legilor care interzic depozitarea ilegală și lipsa de conștientizare publică privind pericolele pentru mediu, sănătate și economie contribuie la perpetuarea problemei.

## Efectele depozitării ilegale
Depozitarea ilegală a deșeurilor generează consecințe asupra sănătății, mediului și economiei. Spre deosebire de locurile legale de eliminare a deșeurilor, precum depozitele de deșeuri, care sunt proiectate pentru a conține deșeurile și a preveni infiltrarea substanțelor toxice în mediu, locurile de depozitare ilegală nu dispun de aceste măsuri de siguranță. Astfel, poluarea mediului înconjurător poate deveni o problemă gravă. Substanțele toxice sau materialele periculoase infiltrate în sol și apa potabilă pun în pericol sănătatea locuitorilor. De asemenea, locurile ilegale de depozitare care iau foc pot polua aerul cu particule toxice. Poluarea mediului cauzată de aceste depozite poate deteriora sănătatea umană: 
- Probleme pe termen scurt: astm; boli congenitale; stres și anxietate; dureri de cap, amețeli și greață; și infecții oculare și respiratorii.

- Probleme pe termen lung: cancer și boli ale rinichilor; ficatului; sistemului respirator; cardiovascular; nervos; și boli limfohematopoietice.[5]

Pe lângă riscurile de sănătate, aceste depozite reprezintă un pericol fizic. Grămezile instabile de materiale și cuiele expuse pot răni oamenii, în special copiii care sunt atrași să se joace în astfel de locuri.
Depozitele ilegale atrag și paraziți și insecte. De exemplu, anvelopele – deseori aruncate ilegal deoarece multe municipalități interzic eliminarea lor în depozitele de deșeuri – oferă un mediu ideal pentru reproducerea țânțarilor, din cauza apei stagnante care se acumulează în interiorul lor. Țânțarii pot transmite boli grave, precum encefalita si virusul West Nile.
Anvelopele și deșeurile electronice sunt combustibile. Incendiile declanșate în locurile ilegale de depozitare pot duce la incendii de pădure, cauzând eroziunea solului și distrugerea habitatelor naturale.
De asemenea, depozitarea ilegală afectează valorile proprietăților din vecinătate. Grămezile de deșeuri inestetice și urât mirositoare descurajează dezvoltatorii comerciali și rezidențiali de a îmbunătăți comunitățile. În plus, locuitorii existenți pot întâmpina dificultăți în a simți mândrie față de cartierele lor.
Pe lângă scăderea valorii proprietăților și, implicit, a veniturilor fiscale pentru guverne, depozitarea ilegală a deșeurilor costă autoritățile milioane de dolari pentru curățare. În Regatul Unit, Agenția pentru Protecția Mediului cheltuie anual între 100 și 150 de milioane de lire sterline pentru investigarea și curățarea locurilor de depozitare ilegală a deșeurilor. Agenția pentru Protecția Mediului din Statele Unite estimează costuri de câteva milioane de dolari anual la nivel național.

## Prevenirea depozitării ilegale
Eforturile de combatere a depozitării ilegale variază în funcție de situație, deoarece soluțiile sunt adaptate dinamicii specifice a fiecărei comunități. Totuși, abordările comune includ o combinație de limitare a accesului la locurile de depozitare ilegală, supraveghere, aplicarea legii și creșterea accesului la opțiuni legale de eliminare a deșeurilor. Mai jos sunt prezentate tehnici frecvent utilizate de autorități:

### Limitarea accesului

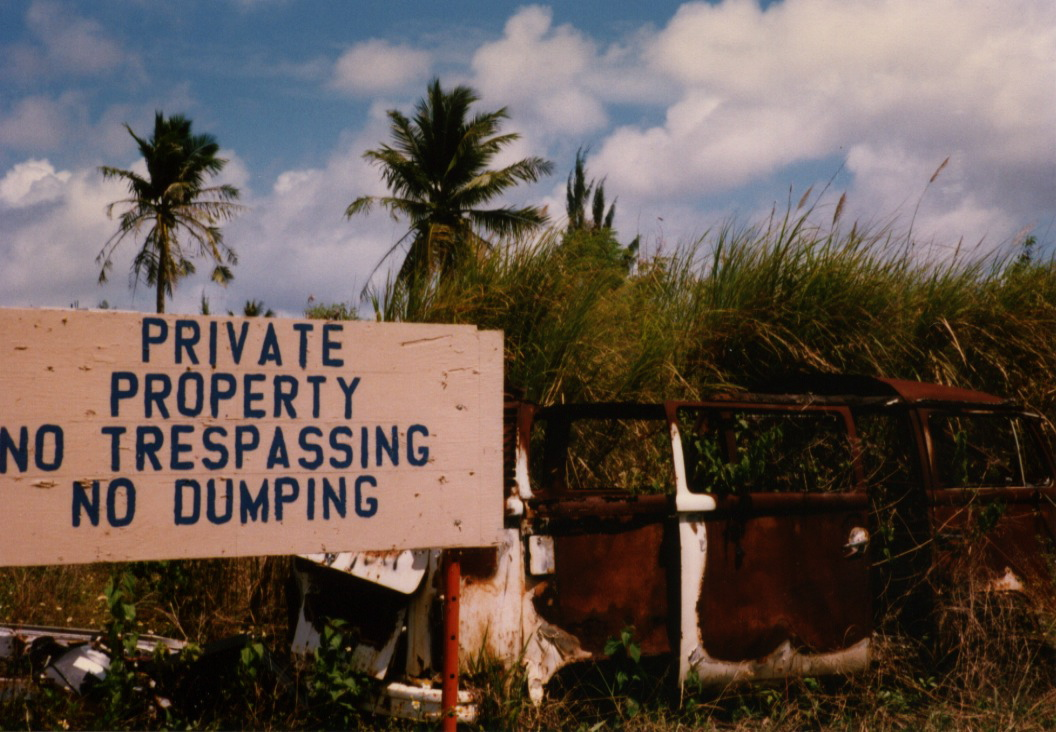
O încercare de a limita accesul în Guam cu un semn „Interzis Depozitarea” și „Interzis Accesul”.

Majoritatea celor care depozitează ilegal deșeuri o fac noaptea, deoarece întunericul îi ajută să evite detectarea. Drept urmare, iluminarea locurilor cunoscute sau potențiale de depozitare ilegală descurajează această practică. În Canada Bay, New South Wales, autoritățile au instalat lămpi alimentate cu energie solară în punctele „fierbinți” de depozitare ilegală. După instalare, numărul de reclamații legate de depozitarea ilegală în acele zone a scăzut considerabil.
Alte metode de limitare a accesului includ reamenajarea peisagistică și înfrumusețarea locurilor de depozitare ilegală. Adăugarea de elemente estetice, cum ar fi iarbă, flori și bănci, demonstrează că zona este bine întreținută, descurajând astfel infractorii. În plus, utilizarea comunitară sporită a acestor spații transformă percepția localnicilor despre ele, de la locuri pentru depozitare ilegală la spații deschise de valoare.
Adăugarea de bariere precum garduri, pietre, porți închise și blocuri de beton împiedică accesul vehiculelor la locurile de depozitare, reducând astfel volumul materialelor aruncate sau chiar eliminând complet problema. De exemplu, în Maitland, New South Wales, instalarea de garduri în jurul zonelor rurale de depozitare a deșeurilor a împiedicat accesul vehiculelor. Monitorizarea continuă la 12 luni după implementare a arătat că 80% dintre locurile protejate de garduri au înregistrat activități neglijabile de depozitare ilegală.

### Creșterea supravegherii și aplicarea legii

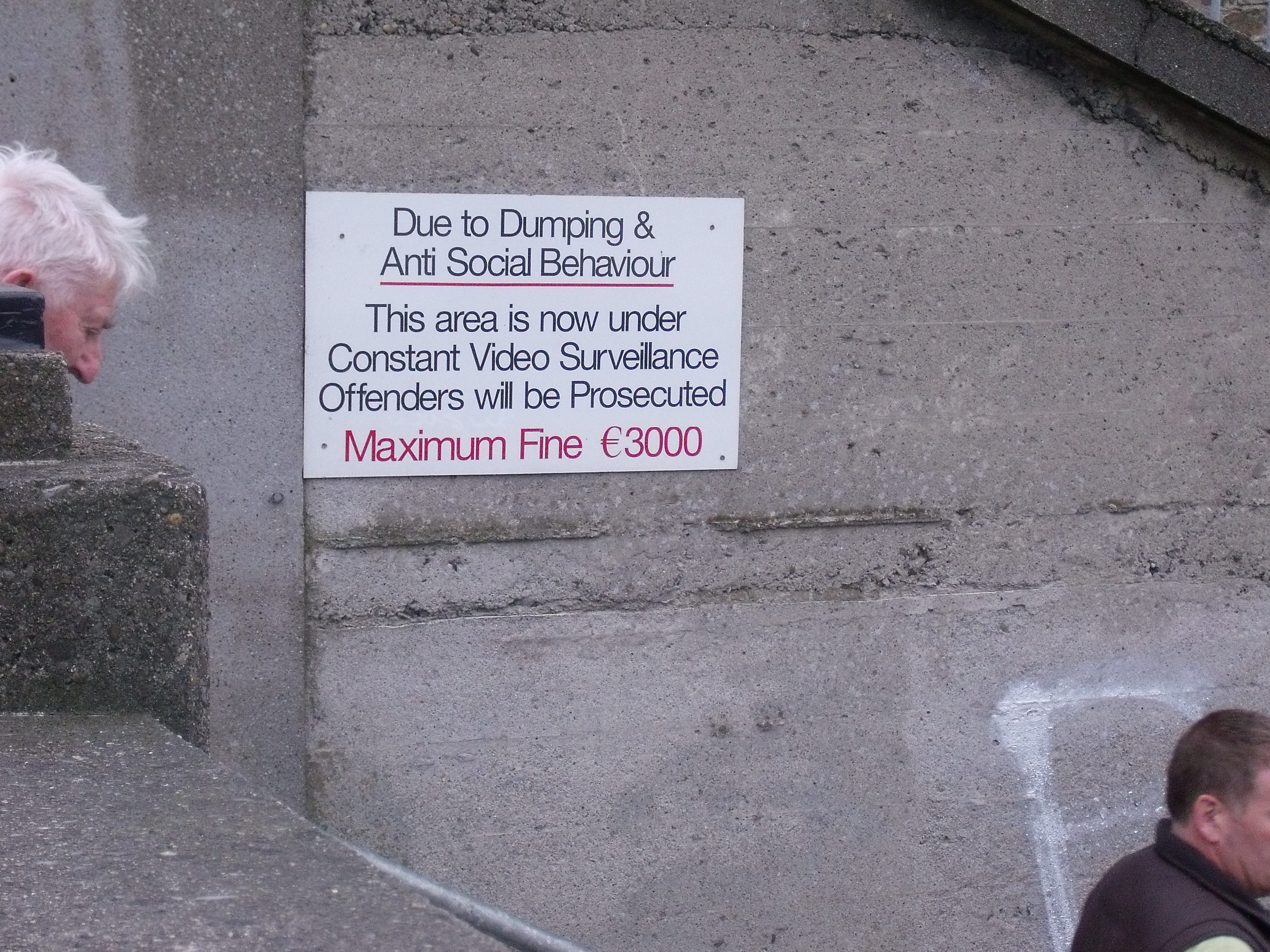
Semn în Irlanda care avertizează împotriva depozitării ilegale, amenințând cu o amendă de 3.000 €.

Creșterea riscului de arestare pentru infractori este o altă modalitate de a combate depozitarea ilegală. Cea mai comună metodă este utilizarea măsurilor de supraveghere, cum ar fi camerele video. Imaginile video pot ajuta forțele de ordine să identifice persoanele implicate și să colecteze date despre perioadele de vârf pentru această practică. Instalarea camerelor false s-a dovedit, de asemenea, eficientă ca metodă de descurajare. Alte opțiuni includ patrule de poliție, supravegherea aeriană cu elicoptere și avioane, precum și monitorizarea comunitară. Prezența poliției descurajează, în general, activitățile ilegale, iar în SUA supravegherea comunitară depinde de raportarea infractorilor cunoscuți către autorități, locuitorii fiind recompensați. Orașele Los Angeles, Sacramento și Oakland implementează scheme similare de raportare.

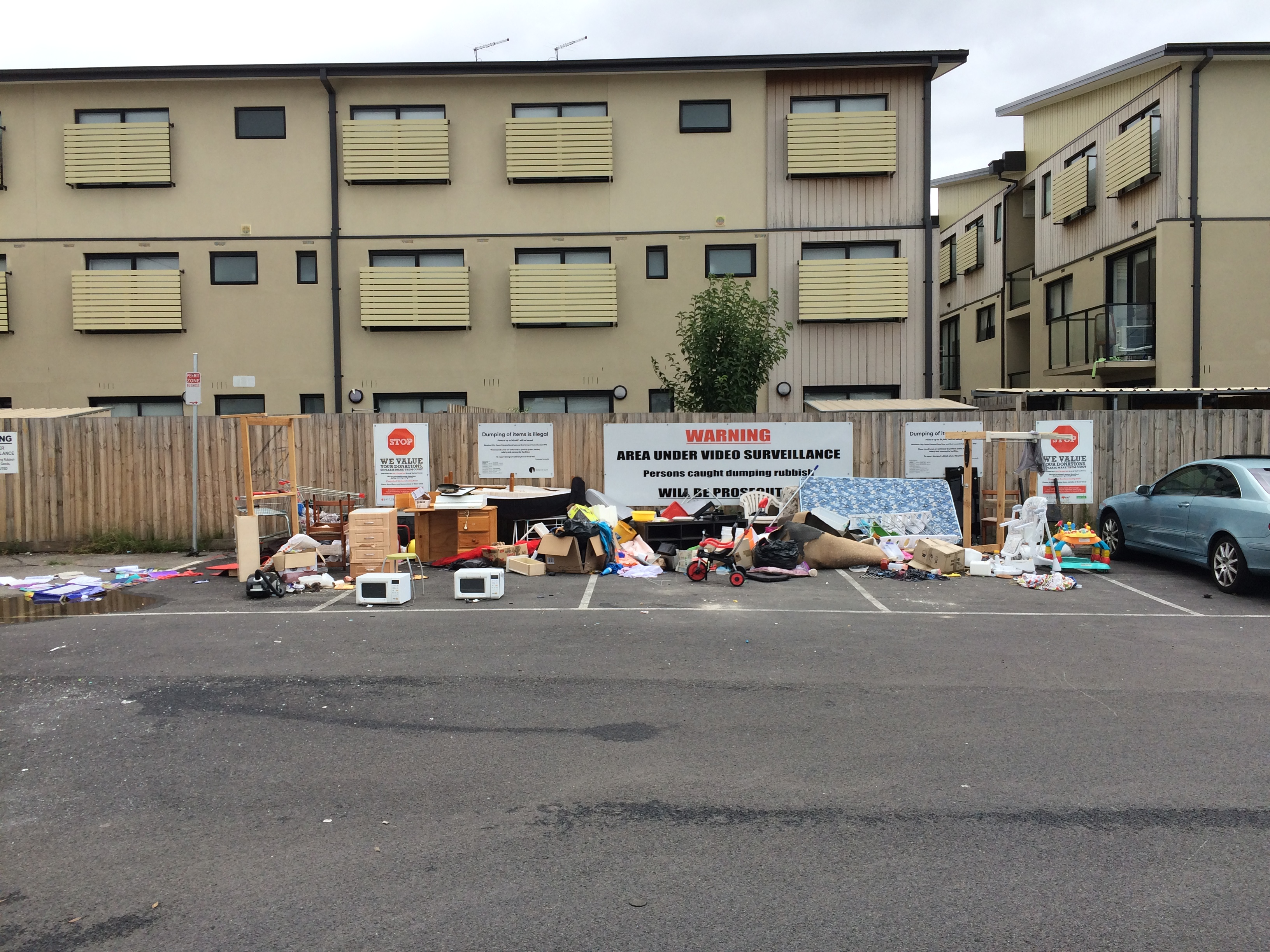
Semn anti-depozitare ilegală în Glenroy, Victoria, Australia

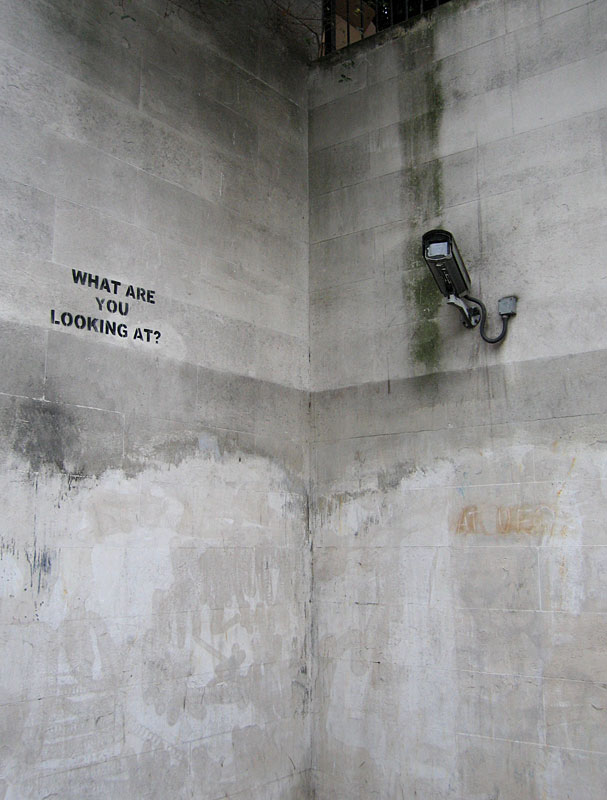
Cameră de supraveghere.

Orașele pot implementa campanii periodice de conformitate, care includ acțiuni-surpriză ale forțelor de ordine. Acestea pot implica patrule polițienești sporite, afișarea de semne anti-depozitare în locurile cunoscute, inspecții aleatorii ale proprietăților și publicarea de informații despre infractorii condamnați. Utilizarea supravegherii și a acestor măsuri poate descuraja depozitarea ilegală.

### Oferirea de alternative
Eliminarea motivelor pentru care infractorii aruncă deșeuri ilegal este o altă opțiune pentru autorități. Deseori, aceștia depozitează ilegal pentru a economisi bani. Orașele pot oferi servicii gratuite sau subvenționate de colectare a deșeurilor pentru a încuraja eliminarea legală a acestora. Dacă astfel de programe nu sunt fezabile din cauza limitărilor de finanțare, este esențial ca serviciile de eliminare a deșeurilor să fie accesibile. Se recomandă, de asemenea, oferirea de alternative, cum ar fi centrele de reciclare și compostare. Amenzile sau taxele pentru costurile de curățare pot acționa, de asemenea, ca un factor de descurajare.
Combaterea depozitării ilegale implică, de asemenea, promovarea metodelor legale de eliminare a deșeurilor. Oferirea de servicii de colectare de la marginea trotuarului și îmbunătățirea facilităților de stocare a deșeurilor în zonele rezidențiale dens populate oferă locuitorilor opțiuni convenabile. Comunicarea serviciilor disponibile este esențială pentru succesul acestor programe. Facilități similare pentru deșeurile comerciale și industriale generate de clădiri de birouri, restaurante, școli și fabrici vor reduce și ele depozitarea ilegală.
Orașele pot, de asemenea, descuraja depozitarea ilegală prin oferirea de opțiuni de eliminare pentru materiale și substanțe interzise în depozitele de deșeuri, cum ar fi anvelopele, deșeurile toxice și periculoase, și deșeurile medicale. Departamentul pentru Protecția Mediului din Massachusetts recomandă mărunțirea sau tocarea anvelopelor pentru a putea fi reciclate în utilizări precum drumuri, locuri de joacă și piste de alergare. Agenția pentru Protecția Mediului din Statele Unite recomandă eliminarea deșeurilor toxice și periculoase ale gospodăriilor la cel mai apropiat centru de colectare din comunitate. De exemplu, Boston, Massachusetts organizează zile de colectare de patru ori pe an.
Aceleași reguli se aplică și eliminării deșeurilor medicale. În Boston, oficialii recomandă depozitarea seringilor într-un recipient special pentru ace și eliminarea acestora la un centru desemnat al comunității. Orașul sugerează, de asemenea, utilizarea serviciilor de trimitere prin poștă pentru eliminarea seringilor folosite.

### Campanii educaționale
Guvernele locale pot implementa campanii educaționale pentru a reduce depozitarea ilegală. Orașele pot informa locuitorii și companiile despre metodele legale de eliminare a deșeurilor prin pliante trimise prin poștă, anunțuri în ziare și la radio sau afișe. Instalarea de semne lângă locurile cunoscute de depozitare ilegală poate contribui, de asemenea, la descurajarea infractorilor.

### Curățarea gropilor existente
Potrivit Agenției pentru Protecția Mediului din SUA, deșeurile atrag mai multe deșeuri. Curățarea depozitelor ilegale existente poate descuraja viitoarele aruncări ilegale. Agenția a instituit un program de acoperire a depozitelor deschise din comunitățile tribale. În Statele Unite există 1.100 astfel de depozite, care prezintă riscuri pentru sănătate și mediu. Acestea sunt închise cu un strat de argilă și un strat de sol pentru a preveni infiltrarea și eroziunea. Se plantează iarbă „uscată autohtonă” deasupra pentru a preveni eroziunea, iar în apropiere se instalează puțuri pentru monitorizarea apei.

## Depozitarea ilegală în Campania, Italia
Triunghiul morții din Campania, Italia este cel mai mare depozit ilegal de deșeuri din Europa. În această zonă, care cuprinde municipalitățile Acerra, Marigliano și Nola, Camorra practică depozitarea neautorizată de deșeuri toxice sub locuri frecventate de oameni. Incendiile frecvente la aceste depozite și focurile ilegale aprinse de rezidenți au contaminat aerul și apa potabilă. De asemenea, solul a suferit o deteriorare semnificativă.
Poluarea mediului cauzată de aceste deșeuri a dus la creșterea cazurilor de cancer și a mortalității asociate în regiune. În 2014 și 2015, guvernul italian a finanțat examene medicale pentru a urmări creșterea bolilor în Campania. Studiile realizate cu datele colectate au arătat o creștere a cazurilor de leucemie, limfom, și cancer colorectal și mortalitate prin cancer hepatic într-unul dintre districtele regiunii. Studiul a atribuit această creștere expunerii toxice la deșeurile ilegale.

## Deșeurile electronice în China
Depozitarea ilegală a deșeurilor electronice, sau e-waste, prezintă probleme de mediu și sănătate în China. Sectorul informal al reciclării din China procesează cea mai mare parte a acestor deșeuri, provenind din consum, importuri și producție internă. Guvernele străine trimit frecvent deșeuri electronice în China, deoarece sectorul informal oferă servicii de reciclare mai ieftine. China nu este doar „cel mai mare depozit de e-waste din lume”, ci produce, de asemenea, cantități mari de astfel de deșeuri. În 2006, China a produs 1,3 kg de deșeuri electronice pe cap de locuitor.
Sectorul informal al reciclării deșeurilor electronice din China funcționează fără supraveghere guvernamentală formală, plătindu-și muncitorii salarii mici și utilizând metode de reciclare care expun atât lucrătorii, cât și mediul la substanțe toxice. Substanțele toxice sunt prezente în levigați, particule, cenușă, fum, ape uzate și efluenți generați în timpul procesului de depozitare, demontare și ardere a deșeurilor electronice. Particulele emise sunt transportate prin aer și depuse în apropierea centrelor de reciclare și în zonele înconjurătoare. Levigatul și apele uzate pătrund în sol, apa potabilă, animalele de fermă și pești, expunând astfel oamenii la substanțe toxice.
În ultimii ani, China a început să abordeze problema sectorului informal al deșeurilor electronice. La nivel guvernamental, practicile de gestionare a deșeurilor au fost îmbunătățite prin adoptarea unor scheme de management inspirate din modele occidentale, precum cele din Japonia, Statele Unite și Uniunea Europeană. Guvernul chinez a investit, de asemenea, în colectarea și procesarea deșeurilor electronice. La nivel local, mai multe orașe chineze au construit „parcuri industriale de reciclare” unde deșeurile electronice pot fi procesate eficient, fără a afecta mediul. Reglementări stricte privind reciclarea deșeurilor electronice au fost implementate în regiunile Beijing, Shanghai, provinciile Jiangsu, Zhejiang și Guangdong.
Companii precum Nokia și Lenovo au introdus servicii gratuite de returnare pentru clienții chinezi care doresc să elimine produsele electronice vechi de la aceste companii.

## Regatul Unit
Eliminarea deșeurilor în Regatul Unit este strict reglementată. Majoritatea gospodăriilor au, în medie, un recipient de 240 de litri pentru deșeuri reciclabile și unul similar pentru deșeuri nereciclabile, golite săptămânal. În unele zone există recipiente suplimentare mai mici pentru deșeuri de grădină, resturi alimentare sau reciclare specifică. Deșeurile mari, precum mobilierul vechi sau saltelele, trebuie duse la depozitele locale de deșeuri pe cheltuiala proprietarilor, deși multe consilii colectează anumite articole gratuit sau pentru o taxă mică. Această situație îi determină pe unii oameni să își abandoneze deșeurile în spații publice deschise sau grădini neîngrijite, fenomen cunoscut sub numele de fly tipping. Utilizatorii comerciali sau industriali recurg uneori la acest lucru pentru a evita taxele de manipulare a deșeurilor, la fel ca firmele neoficiale și fără licență de eliminare a deșeurilor.
Taxele pentru depozitarea deșeurilor în depozitele de deșeuri din Regatul Unit au dus la creșterea depozitării ilegale. Materialele eliminate ilegal variază de la deșeuri verzi și obiecte casnice până la mașini abandonate și deșeuri de construcție, multe dintre acestea fiind periculoase sau toxice.
Pe măsură ce costul eliminării deșeurilor menajere și comerciale crește, tot mai mulți indivizi și companii practică depozitarea ilegală. Guvernul britanic a simplificat procesul prin care cetățenii pot raporta acest tip de infracțiune. Amenda sau pedeapsa este stabilită de consiliul local care administrează zona unde au fost abandonate deșeurile. Potrivit BBC, depozitarea ilegală costă consiliile din Anglia și Țara Galilor peste 50 de milioane de lire sterline anual (2016).

## Statele Unite ale Americii
Agenția pentru Protecția Mediului din SUA (EPA) a creat un „profil” al celor care practică depozitarea ilegală. Caracteristicile infractorilor includ rezidenți locali, contractori din construcții și peisagistică, operatori de depozite de fier vechi, ateliere auto și firme de eliminare a deșeurilor.

## Depozitarea ilegală deschisă

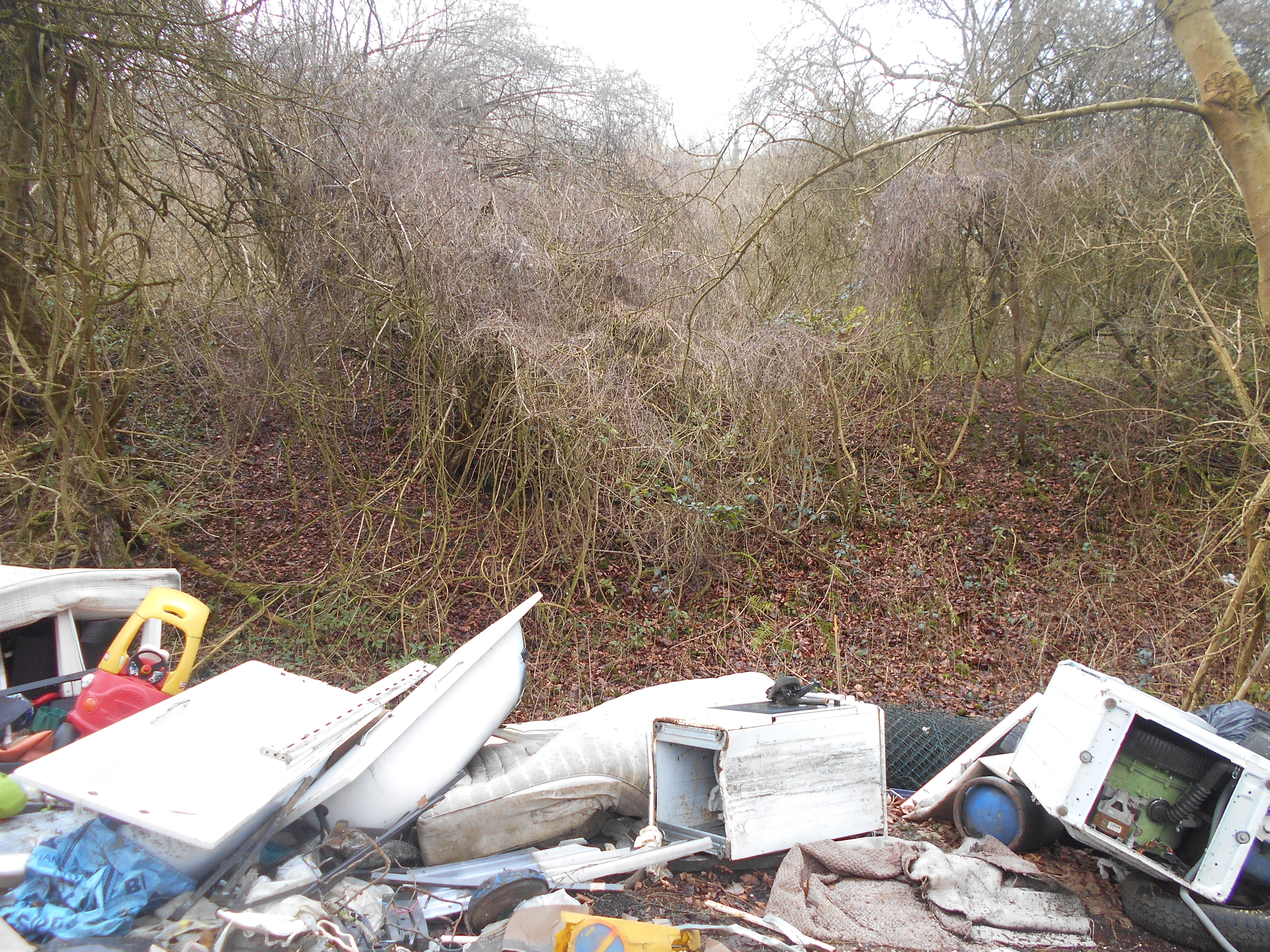
Depozit deschis pe o alee rurală în Tatsfield, Surrey, Anglia

Depozitele deschise sunt locații unde grămezi de deșeuri și resturi abandonate ilegal sunt lăsate în cantități vizibile. Persoanele prinse în flagrant sunt, de obicei, amendate. Aceste depozite sunt frecvent întâlnite în păduri, curți abandonate sau clădiri părăsite. Deși unele sunt curățate la scurt timp după ce sunt create, majoritatea rămân pe termen nedefinit, mai ales dacă sunt situate în sălbăticie sau în spații publice fără servicii publice adecvate.
„... un depozit de deșeuri multifamilial de orice dimensiune sau conținut. Depozitarea în aer liber este ilegală în temeiul Resource Conservation and Recovery Act (RCRA). Riscurile depozitării în aer liber pot include eliberarea de substanțe toxice și metale grele în aer și apă; prezența crescută a vectori de boală, cum ar fi rozătoarele și insectele; și pericole fizice, cum ar fi ace hipodermice, gaze otrăvitoare și/sau obiecte perforante.”—Agenția Statelor Unite pentru Protecția Mediului